# 1232
Cette page concerne l'année 1232  du calendrier julien. Pour l'année 1232 av. J.-C., voir 1232 av. J.-C.
L'année 1232 est une année bissextile qui commence un jeudi.

## Événements
- 8 avril : début du siège de Kaifeng[1], dernière capitale des Jin et conquête du Henan, en Chine, par les Mongols (fin en 1233). Les Chinois utilisent la poudre dans la guerre contre les Mongols pendant la bataille de Kai-Keng[2].

- 15 juin : bataille d'Agridi à Chypre[3]. Guerre civile dans les États latins d'Orient. Le représentant de Frédéric II, le maréchal Riccardo Filangieri, est battu  par le régent de l’île Jean d'Ibelin, appuyé par les Templiers.

- 27 août[4] : au Japon, promulgation du Code Jōei Shikimoku, base légale du gouvernement de Kamakura. Il fixe les bases du bon comportement des employés (gokenin), priés de s’inscrire dans un système d’obéissance verticale et de s’en tenir strictement aux règles de conduite fixées jadis dans les shôen.
- 17 octobre[5] : début du règne de Abd el-Ouahid II, calife Almohade (fin en 1242).

- Destruction de la première édition des Tripitaka Koreana par les Mongols en Corée[6].

### Europe
- 8 février : bulle IIIe humani generis. Le pape Grégoire IX institue l'Inquisition pontificale qu'il confie aux Frères précheurs[7].
- 22 février[8] et mars : ordonnances de Ravenne de l'empereur Frédéric II contre les hérétiques. Elles prévoient la peine de mort par le bûcher pour l'hérésie[9].
- 15 mars : le comte Thomas Ier de Savoie achète, moyennant 32 000 sous forts de Suse, au comte Berlion, la ville de Chambéry pour en faire sa capitale[10].
- 26 mai[11] : lettre du pape Grégoire IX à l’archevêque de Tarragone, qui est chargé d’engager des inquisiteurs pour la Catalogne et pour l'Aragon[12].
- 30 mai : moins d'un an après sa mort, Antoine de Padoue est canonisé par Grégoire IX[13].
- Mai : un statut (Statutum in favorem principum) promulgué par Frédéric II donne aux princes séculiers allemands les mêmes droits de souveraineté territoriale qu'aux princes ecclésiastiques. Ils sont reconnus maîtres de la terre et de la justice[14].
- 17 juillet[15] : début de la conquête de Minorque par l’Aragon (1232-1287)[16].

- 29 juillet : disgrâce de Hubert de Burgh[17]. Début de la réorganisation gouvernementale et administrative d'Henri III d'Angleterre (jusqu'en 1258). Hubert de Burgh est écarté du pouvoir par un complot mené par Pierre des Roches et emprisonné un peu plus tard. Le poitevin Pierre de Rivaux prend brièvement le pouvoir (fin en 1233).

- 24 août : synode cathare de Guilhabert de Castres à Montségur[18].

- Henri Ier le Barbu devient duc de Cracovie.
- Élie de Cortone devient ministre général de l’ordre franciscain (fin en 1239). Il accepte certains accommodements avec l’exigence de pauvreté[19].
- Querelle entre les Juifs de Provence et du Languedoc à propos des hérésies supposées du Guide des égarés de Maïmonide, influencé par la pensée d'Aristote et traduit en hébreu par Samuel ibn Tibbon de Lunel. Le rabbin Salomon de Montpellier lance l'anathème contre les Juifs qui étudient la science et la philosophie. Des rabbins orthodoxes font appel à l'Inquisition pour qu'elle condamne et brûle les œuvres de Maïmonide[20].